# Сямба
Сямба — посёлок в Вожегодском районе Вологодской области.
Входит в состав Явенгского сельского поселения (с 1 января 2006 года по 9 апреля 2009 года входил в Марьинское сельское поселение), с точки зрения административно-территориального деления — в Явенгский сельсовет.
Расстояние до районного центра Вожеги по автодороге — 9 км, до центра муниципального образования Базы по прямой — 9 км. Ближайшие населённые пункты — Зуевская, Фомищево, Костюнинская.
По переписи 2002 года население — 72 человека (27 мужчин, 45 женщин). Преобладающая национальность — русские (97 %).